# Maison Lamblot
La Maison Lamblot est un bâtiment de style moderniste édifié par l'architecte Victor Bourgeois (1912-1988) à Uccle, une commune de Bruxelles en Belgique.

## Localisation
La Maison Lamblot est située au numéro 22 de la rue Robert Scott près de l'avenue Brugmann, dans les quartiers huppés du sud de Bruxelles.

## Historique
Au cours de l'été 1921, alors âgé de 24 ans, Victor Bourgeois visite le chantier du quartier Papaverhof construit de 1919 à 1922 à La Haye aux Pays-Bas par l'architecte Jan Wils (1891-1972) : le « choc plastique » qu'il subit alors lui inspire la Cité Moderne (1922-1925) et le pousse vers le style moderniste dont il devient un ardent défenseur par ses constructions, ses publications (comme la revue 7 Arts), ses conférences ainsi que le Congrès international d'architecture moderne dont il présida la première session en 1928,. 
Quelques années plus tard, en 1929, Bourgeois édifie la maison du peintre A. Lamblot dans la rue Robert Scott, un ancien chemin de terre qui ne fut empierré qu'en 1925, quelques années seulement avant la construction de la maison.

## Statut patrimonial
L'édifice ne fait pas l'objet d'un classement au titre des monuments historiques mais il figure à l'Inventaire du patrimoine architectural de la Région de Bruxelles-Capitale sous la référence 27887.

## Architecture

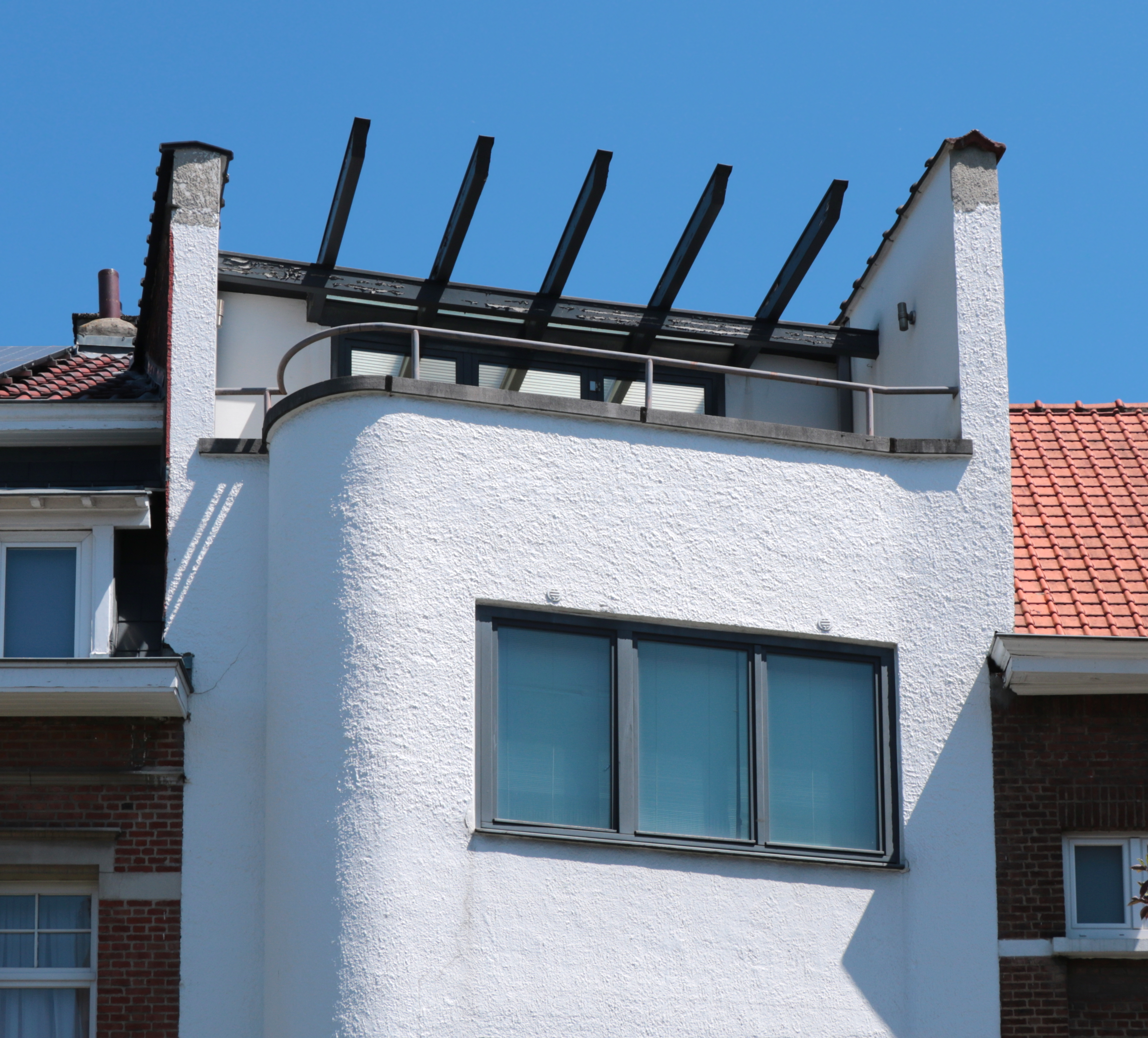
Toit-terrasse et fenêtre en bandeau.

D'un style moderniste élégant, ce bâtiment à toit plat présente une étroite façade enduite et peinte en blanc.
La façade, à l'aspect monolithique, présente à gauche un décrochage courbe qui place le plan principal de la façade de biais par rapport à la rue.
Au rez-de-chaussée, la façade est percée, à gauche, d'une porte d'entrée et, à droite, d'une porte de garage.
Aux étages, la maison Lamblot respecte deux des éléments de doctrine du mouvement moderne, formulés en 1926 par l'architecte (suisse à l'époque) Charles-Édouard Jeanneret-Gris, dit Le Corbusier, dans ses « Cinq points d'une architecture nouvelle » :
- la fenêtre horizontale ou fenêtre en bandeau[3] ;

- le toit-terrasse[3] qui fait fonction de solarium et constitue un lieu extérieur privé, à l'ensoleillement maximum.

Ici, le toit-terrasse est agrémenté d’une pergola en bois.